# Комарів Яр
Комарів Яр (Поливанів Яр) — колишнє село в Україні, у Чернівецькій області, Кельменецькому районі. Лежало на правому березі ріки Дністер.

## Історія
За даними 1885 року: «Комаровський Полеванів Яр — село царачьке при безіменій річці, 200 осіб, 40 дворів, 2 гончарних заводи». Входило до складу Романкоуцької волості Хотинського повіт.
У радянський час - Поливанів Яр. Підпорядковувалося Іванівецький сільській раді Кельменецького району. 
Було затоплене під час будівництва Дністровської ГЕС в 1981 році. 

Неподалік колишнього села розташована пам'ятка трипільської культури Поливанів Яр та ландшафтний заказник Поливанів Яр.  

## Географічне розташування
Було розташоване на правому березі річки Дністер.